# بادی شاپ

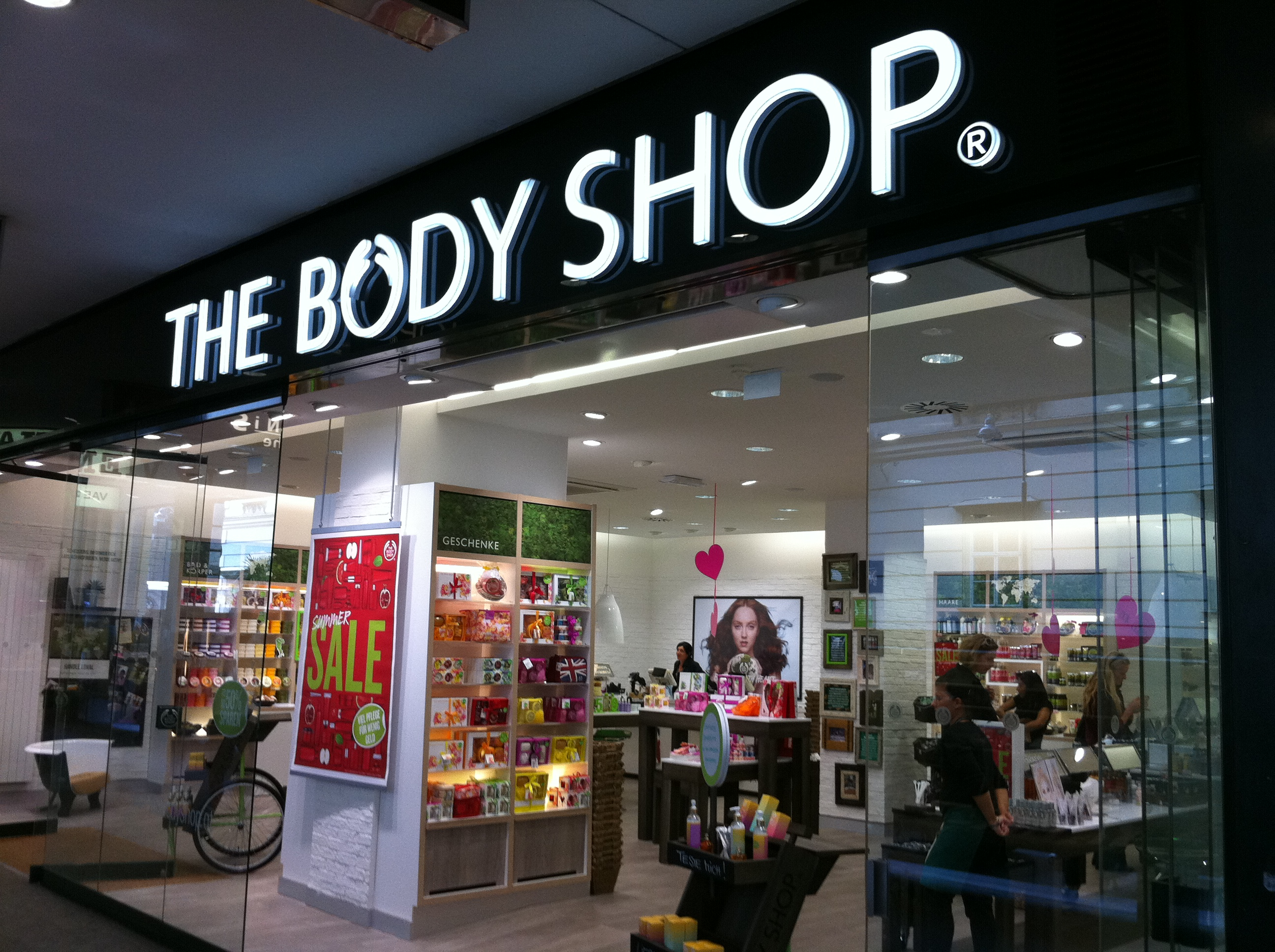
شعبه‌ای از بادی شاپ در شهر وین

بادی شاپ (به انگلیسی: The Body Shop) شرکت لوازم آرایشی بریتانیایی است، که یکی از شرکت‌های تابعه لورئال به‌شمار می‌آید. 
شرکت بادی شاپ در سال ۱۹۷۶ توسط آنیتا رادیک تاسیس شد و در حال حاضر دارای ۲٫۵۰۰ شعبه در ۶۱ کشور جهان می‌باشد.
دفتر مرکزی این شرکت در شهر لیتل‌هامپتون، ساسکس غربی قرار دارد و بخشی از سهام آن در بازار بورس لندن معامله می‌شود.